# Glyn Simon
Pour les articles homonymes, voir Simon.
Glyn Simon, né à Swansea le 14 avril 1903 et mort à Taunton le 14 avril 1972, est évêque anglican de Swansea et Brecon (1953-1957), de Llandaff (1957-1970) et archevêque anglican du Pays de Galles (1968-1970).

## Biographie
Connu pour ses fermes positions sur les questions de l'actualité (armements nucléaires, Apartheid, la tragédie d'Aberfan), il fut un défenseur de l'emploi de la langue galloise et il a influencé le mouvement pour l'autonomie du Pays de Galles. En tant que doyen de Llandaff, il fut le responsable principal de la restauration de la cathédrale endommagée pendant la Seconde Guerre mondiale (sculpture de Jacob Epstein).